# رولوشن (گروه موسیقی)
رِوُلوشِن (به انگلیسی: The Revolution، به معنای انقلاب) یک گروه راک آمریکایی است که در مینیاپولیس در ایالت مینه سوتا تشکیل شده و در سال ۱۹۷۹ توسط پرنس بنیان گذارده شده‌است. گروه اگرچه به‌طور گسترده‌ای با موسیقی راک در ارتباط است، ولی صدای گروه شامل عناصر ریتم و بلوز، پاپ، فانک و روانگردان نیز می‌باشد. انقلاب قبل از آغاز رسمی، دو آلبوم استودیویی، دو موسیقی متن و دو فیلم نیز منتشر کرده بود. این گروه به خاطر تعداد بالای اعضایش شناخته شده‌است، که از نظر نژادی و جنسیتی گوناگون اند.
Revolution در اواسط دهه ۱۹۸۰ با باران بنفش (۱۹۸۴) به شهرت جهانی رسید و در بیلبورد ۲۰۰ به رتبه یک رسید و توسط انجمن صنعت ضبط آمریکا (RIAA) به ۱۳×پلاتین رسید. این گروه همچنین به دومین شماره یک بیلبورد ۲۰۰ خود با آلبوم دور دنیا در یک روز در سال ۱۹۸۵ دست یافت. شش تک‌آهنگ این گروه موفق شد جزو ده ردهٔ اول جدول ۱۰۰ آهنگ داغ بیلبورد جای گیرد، از جمله سه تک‌آهنگ: « بیایید دیوانه شویم »، «وقتی فاخته‌ها می‌گریند» و « بوسه». این گروه در ۱۹۸۶ رسماً منحل شد. به دنبال مرگ پرنس در سال ۲۰۱۶، این گروه نمایش‌های تجدید دیدار خود را اعلام کرد. انقلاب موفق به کسب سه جایزه گرمی شد.

## اعضا
اعضای کنونی
- Bobby Z. - طبل‌ها، کوبه ای (1979-1986، ۲۰۱۲، ۲۰۱۶ – تاکنون)
- مت فینک - صفحه کلید، سینت سایزر، آواز (1979-1919، ۲۰۱۲، ۲۰۱۶-اکنون) (به کار با پرنس تا تور پل گرافیتی ادامه داد)
- لیزا کالمن - صفحه کلید، سینت سایزر، آواز (1980-1986، ۲۰۱۲، ۲۰۱۶ – تاکنون)
- براون مارک - گیتار باس، آواز (1982-1986، ۲۰۱۲، ۲۰۱۶-اکنون)
- وندی ملووین - گیتار ریتم، آواز (1983-1986، ۲۰۱۲، ۲۰۱۶-اکنون)

اعضای پیشین
- شاهزاده - آواز سرب، گیتار سرب، گیتار ریتم، پیانو (1979-1919)
- دز دیکرسون - گیتار سرب، آواز پشتیبان (1979-1919)
- آندره سیمون - گیتار باس، آوازهای پشتیبان ( 1979-1919 )
- Gayle Chapman - صفحه کلید، آواز (1979-1980)
- میکو ویور - گیتار ریتم (1985-1986) (تا تور پل گرافیتی به همکاری با Prince ادامه داد)
- اریک لیدز - ساکسفون (1985-1986) (تا تور پل گرافیتی به همکاری با Prince ادامه داد همچنین در" Gett Off " به عنوان مهمان حضور داشت)
- Matt "Atlanta Bliss" Blistan - ترومپت (1985-1986) (ادامه همکاری با Prince تا Bridge Graffiti Bridge)
- سوزانا ملووین - آوازهای پشتیبان (1985-1986)
- جروم بنتون - رقصنده، آواز (1985-1986)
- Wally Safford - رقصنده، آواز (1985-1986) (ادامه همکاری با Prince تا Sign o' the Times)
- گرگ بروکس - رقصنده، آواز (1985-1986) (ادامه همکاری با Prince تا Sign o' the Times)